# Julia Lathrop
Pour les articles homonymes, voir Lathrop.
Julia Clifford Lathrop, née le 29 juin 1858 à Rockford dans l'État de l'Illinois et morte le 15 avril 1932 dans la même ville, était une figure majeure du secteur social et médico-social des États-Unis, elle fut la pionnière des premiers tribunaux pour mineurs au monde, puis elle a été la première directrice de l'agence fédérale de protection de l'enfance, l'United States Children's Bureau (en), agence rattachée au Département de la Santé et des Services sociaux des États-Unis. Soucieuse de la bientraitance des personnes en instituts psychiatriques, elle fait partie des membres fondateurs du National Committee for Mental Hygiene. Militante féministe, elle a dirigé la section de la League of Women Voters de l'Illinois de 1922 à 1924. De 1925 à 1931, elle a siègé au Comité de la protection de l'enfance de la Société des Nations.

## Biographie

### Jeunesse et formation
Julia Lathrop est l'aînée des cinq enfants (deux filles et trois garçons) de William Lathrop (en) et de Sarah Adeline Potter Lathrop.  Son père est le descendant du pasteur John Lathrop qui a quitté l'Angleterre pour s'installer dans le Massachusetts en 1634.  William Lathrop a ouvert un cabinet d'avocat à Rockford. Il fut un membre influent du Parti républicain dont il fut un des cofondateurs dans l'Illinois, et fut élu à la chambre des représentants de l'Illinois en 1856 et en 1857 puis pour un mandat à la Chambre des représentants du Congrès des États-Unis de 1877 à 1879. En 1854, Sarah Adeline Potter Lathrop a fait partie des premières femmes diplômées du Rockford Seminary, connu aujourd’hui sous le nom de la Rockford University (en), et était une fervente partisane du droit vote des femmes,,,,.  

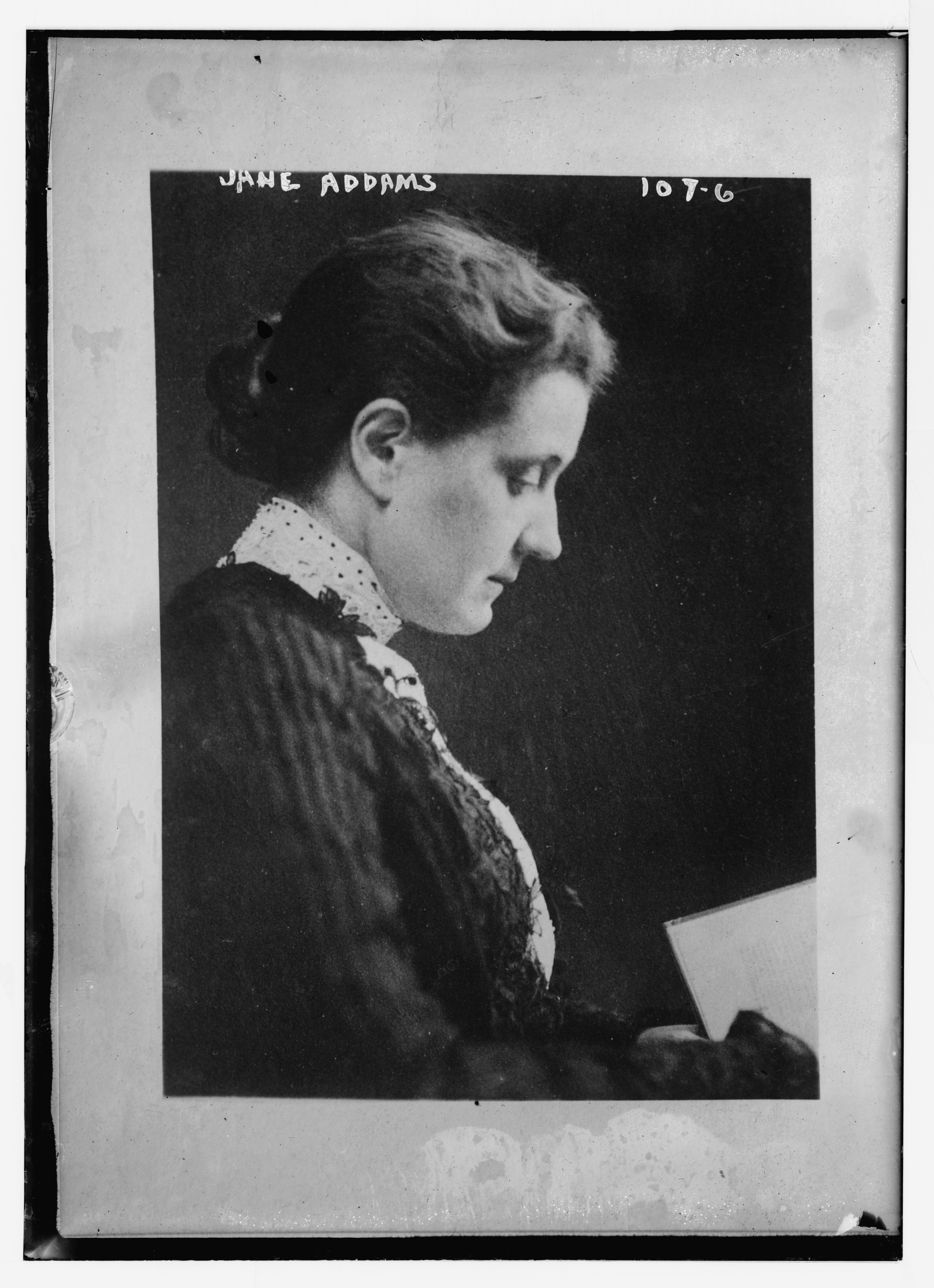
Jane Addams.

Après ses études secondaires, Julia Lathrop comme sa mère, va entrer au Rockford Seminary (les séminaires pour jeunes femmes, à une époque opposée à l'entrée des femmes à l'université, désignent des établissements exclusivement féminins d'enseignement supérieur qui occupent une place intermédiaire entre les High Schools et les collèges qui conduisent au baccalauréat universitaire (licence) au bout de quatre années d'études. En outre, on y formait des enseignantes,). Au Rockford Seminary, elle fait la connaissance de Jane Addams,, une condisciple qui deviendra son amie et lui consacrera un livre My Friend, Julia Lathrop. Puis elle est admise au Vassar College à Poughkeepsie, dans l'État de New York, d'où elle sort titulaire d'un Bachelor of Arts en 1880,,.

### Carrière

#### L'assistante juridique
Une fois ses études achevées, Julia Lathrop travaille comme secrétaire au cabinet de son père, pendant une dizaine d'années. Elle va approfondir sa connaissance du droit, notamment celui du travail, elle partage avec son père son souci de reformer la société civile pour mettre fin à l'inégalité des soins hospitaliers et l'inégalité des droits des femmes. Tout comme lui elle devient membre du Parti républicain,.
En 1886, Julia Lathrop est profondément heurtée par le massacre de Haymarket Square qui s'est produit le 4 mai 1886, événement qui l'a sensibilisé à la condition ouvrière.

#### La Hull House de Chicago

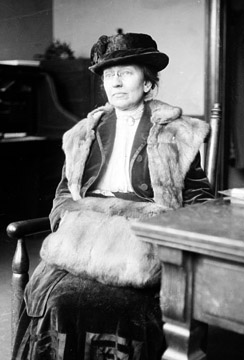
Ellen Gates Starr.

En 1890,  Julia Lathrop s'interroge sur son avenir professionnel, d'autant qu'à l'époque les opportunités pour les femmes étaient restreintes même pour les femmes qui avaient suivi des études universitaires, la plupart d'entre elles étaient reléguées à des rôles d'épouses et de mères. Julia Lathrop prend connaissance du projet de son amie Jane Addams de fonder à Chicago un centre social sur le modèle du Toynbee Hall premier centre social inspiré par le Settlement movement. Ces centres communautaires ont pour vocation de favoriser la mixité sociale, de donner aux plus pauvres des soins de santé, d'animer des ateliers d’apprentissages, de prodiguer des conseils d'éducation des enfants, de mettre à disposition une bibliothèque et une banque d'urgence,,. Une des idées fondatrices est la conviction que c'est en vivant ensemble, dans les mêmes conditions matérielles  que les solutions sociales peuvent émerger.  
Jane Addams et Ellen Gates Starr ouvrent leur centre en septembre 1889 sous le nom de la Hull House dans les bas quartiers de Chicago. Chicago était devenue la seconde ville des États-Unis, et un grand centre manufacturier, où les enfants des fermiers pauvres, les ouvriers agricoles, les migrants venaient trouver du travail. Entre 1880 et 1890 la population a doublé. L'urbanisme n'a pas suivi l'explosion démographique d'où la création de nombreux bidonvilles, de taudis où sévissent le manque d'hygiène, les maladies, la malnutrition, la surpopulation.  
En 1890, Julia Lathrop rejoint la Hull House, la première de ses initiatives est d'ouvrir un club de philosophie pour les hommes âgés du voisinage, club où ont lieu des débats autour des idées de Platon et d'Aristote.    

#### Les missions au sein de l'Illinois Board of Public Charities

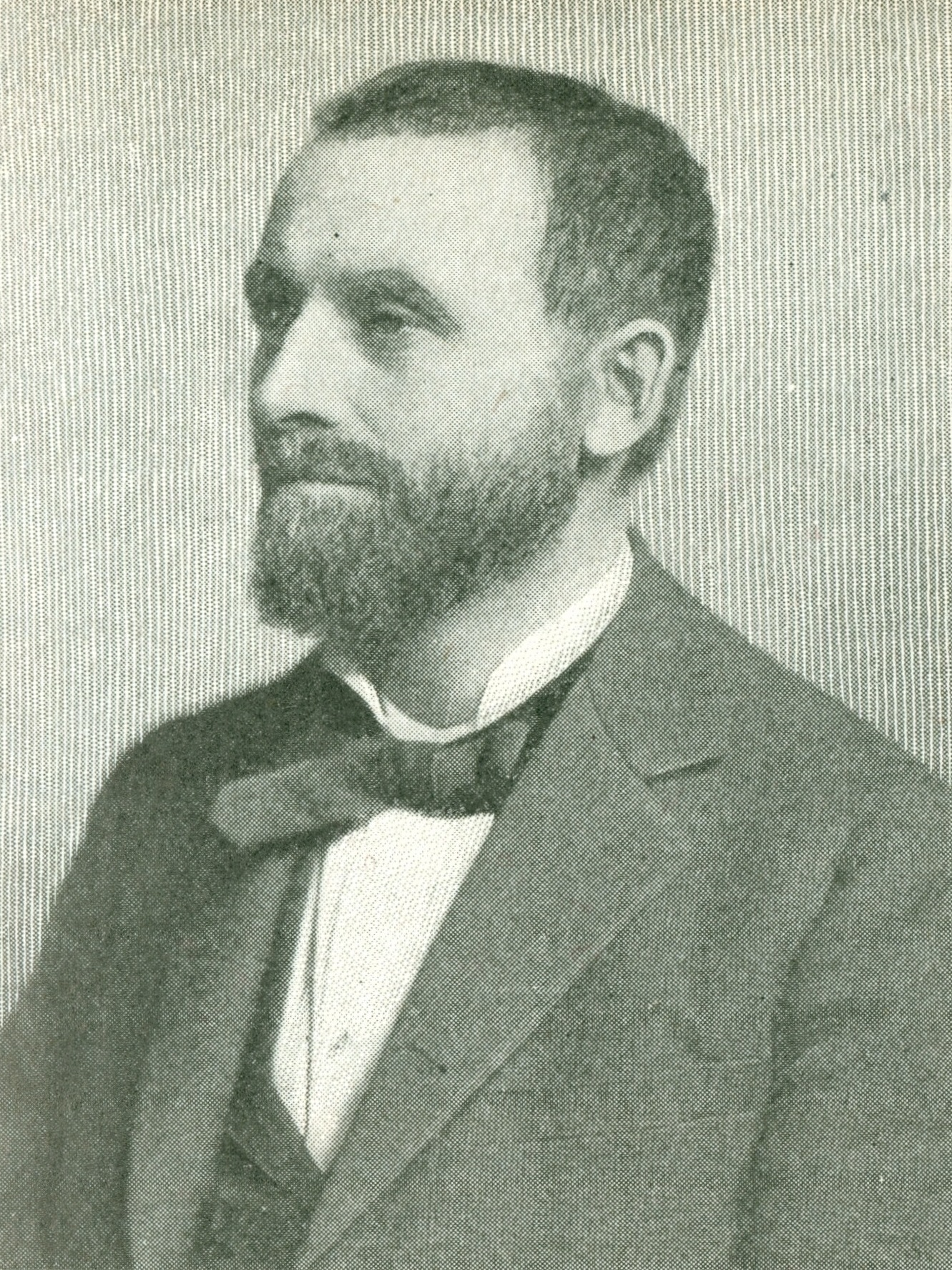
John Peter Altgeld.

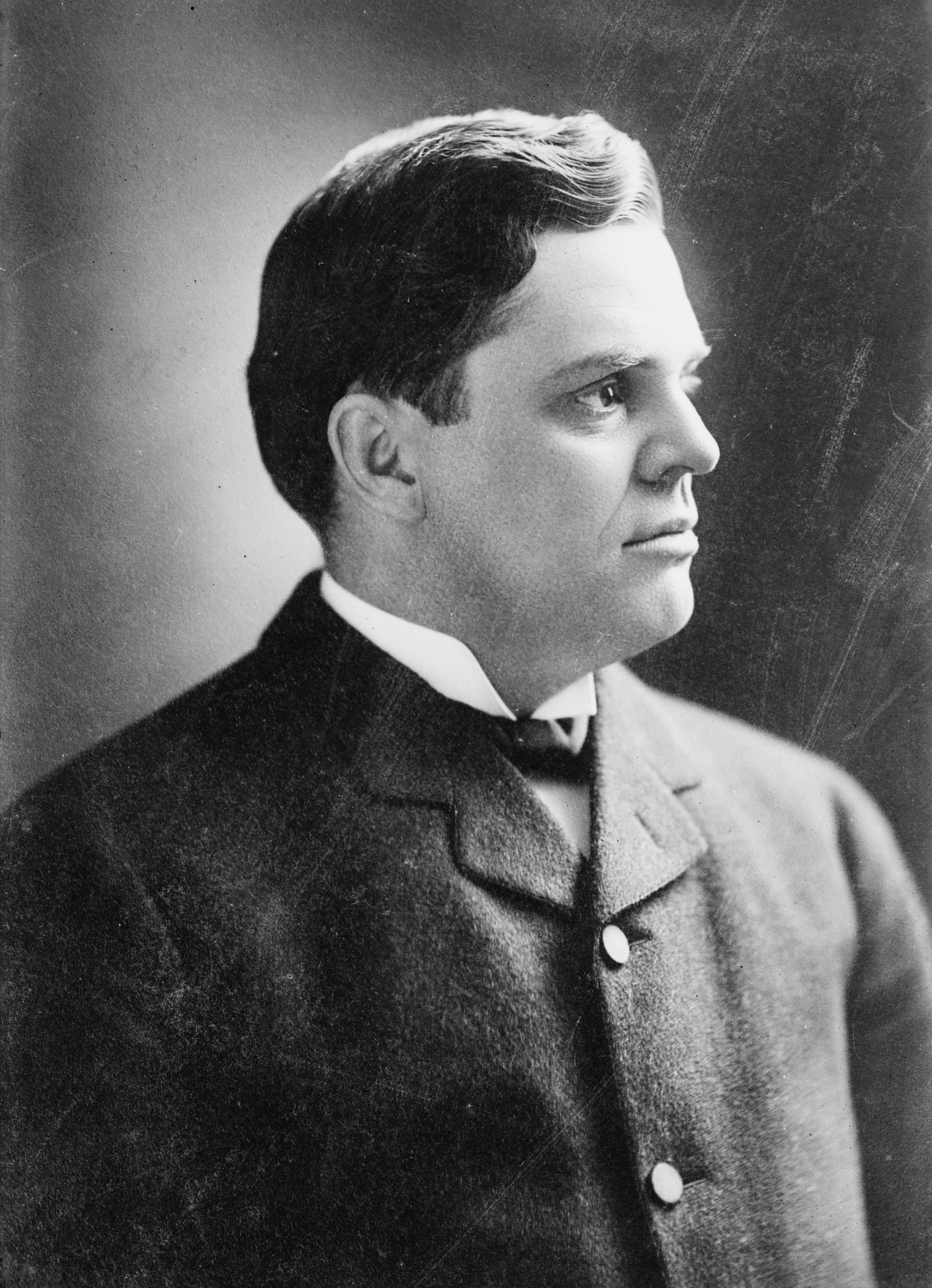
Charles Deneen.

En 1893, John P. Altgeld est élu gouverneur de l'Illinois, comme dans sa campagne, il s'était engagé à améliorer les conditions de vie des ouvriers et qu'il avait reconnu la Hull House comme un acteur du changement, il nomme Julia Lathrop à la tête de l'Illinois Board of Public Charities (service des organismes de bienfaisance publics de l'Illinois), faisant d'elle la première femme affectée à ce genre de poste.   
Grâce à cette nomination, Julia Lathrop a la faculté de pourvoir inspecter les hospices des 102 comtés ruraux de l'Illinois. Elle y interviewe les directeurs, les employés, les résidents, vérifie les comptes, contrôle les conditions d'hygiène et de sécurité. À la fin de son audit, elle consigne ses remarques et propositions dans un rapport de préconisations dont la version finale parait en 1905. Elle y pointe du doigt les détournements de fonds, l'inefficacité du système, la maltraitance envers les résidents, des nominations de postes de directeur faites par népotisme ou clientélisme.  Julia Lathrop se donne pour mission la réforme de ces établissements. Pour ce faire, elle se rend dans différents pays d'Europe pour y visiter les meilleures institutions. De retour, elle améliore les conditions d'hygiène et de sécurité, met sur pied des formations pour le personnel et les directeurs. Si le gouverneur John P. Altgeld soutient les réformes de Julia Lathrop et a même tenté de proposer une nouvelle loi pour la rénovation des services publics, ses successeurs, les gouverneurs John Tanner et Richard Yates, se désintéressent de la question. Ainsi les nominations de directeurs restent toujours entre les mains des élus ; en signe de protestation, elle donne sa démission en 1901. Lors des élections de 1905,  le nouveau gouverneur Charles Deneen est élu, il la reconduit à sa charge au sein de l'Illinois Board of Public Charities où elle restera encore pendant six ans,.

#### L'Institut of Social Sciencede Chicago

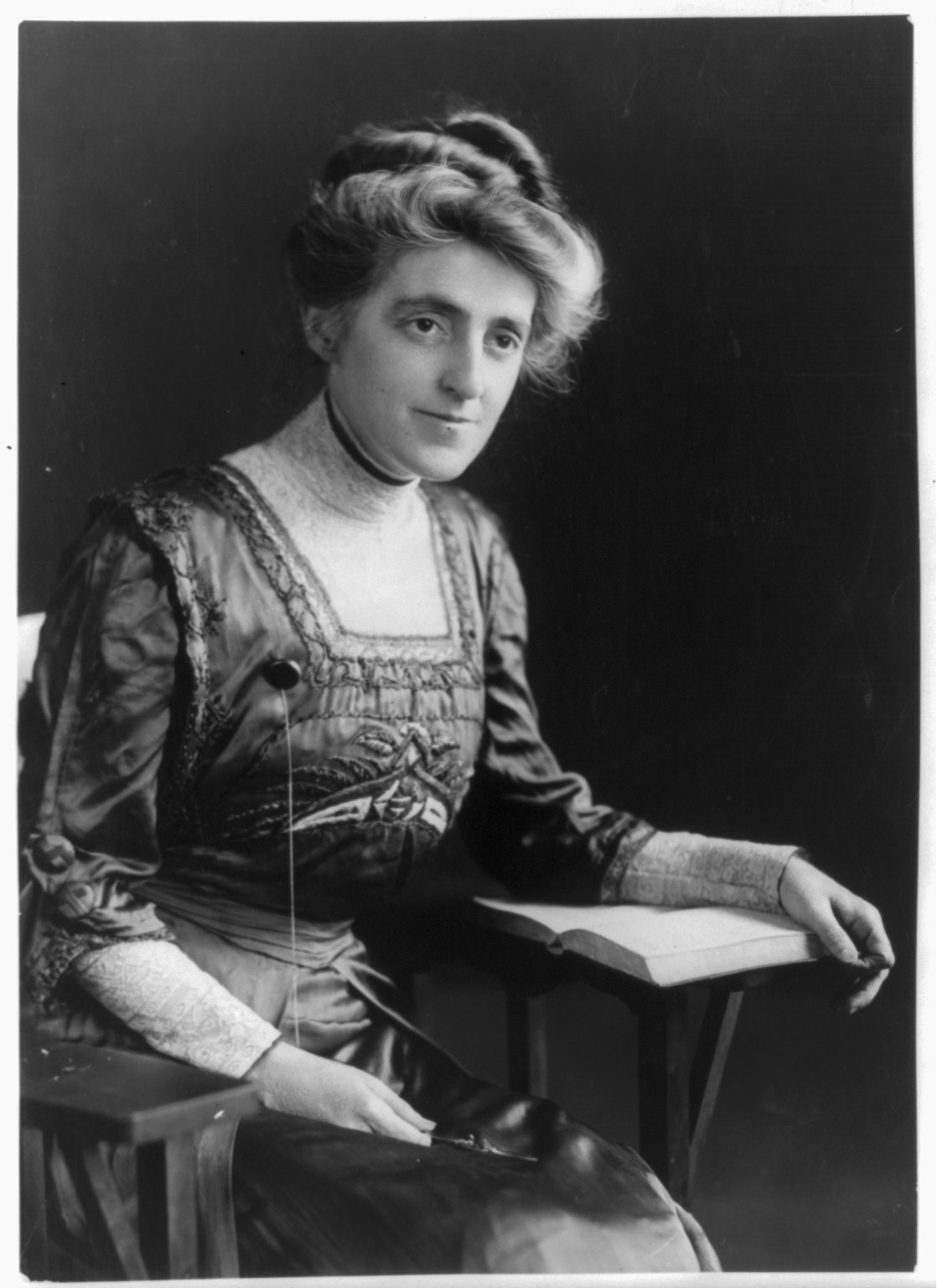
Sophonisba Breckinridge.

En 1904, Graham Taylor (theologian) (en), nommé directeur de l'Institute of Social Science (devenu la Crown Family School of Social Work, Policy, and Practice (en)), qui vient d'être créé par l'université de Chicago, fait appel à Julia Lathrop  pour organiser le cursus des cours. Quand en 1908, l'institut prend le nom de Chicago School of Civics and Philanthropy, elle y donne des conférences à titre gracieux. En 1907, avec l'aide de Sophonisba Breckinridge, elle obtient des fonds auprès de la Russell Sage Foundation pour subventionner un département de recherches au sein de l'établissement. Parmi ses innovations, on peut noter un programme de thérapie occupationnelle auprès de personnes en situation de handicap psychiatrique. Son attention envers les troubles psychiatriques fait qu'en 1909, elle fait partie des fondatrices du National Committee for Mental Hygiene (Comité national pour l'hygiène mentale) créé sur l'initiative de Clifford Whittingham Beers,,,. 

#### La justice des mineurs

Lucy Flower.

Dans les dernières années du XIXe siècle, Julia Lanthrop, s’attelle à un nouveau chantier : l'établissement d'une justice spécifique pour les mineurs. Sur son initiative et l'aide de Jane Addams, Lucy Flower (en) de la Hull House de Chicago, du Chicago Woman's Club (en) et de l'association du barreau de Chicago un projet de loi est déposé pour créer une justice et un tribunal pour mineurs. C'est ainsi qu'en 1899, se tiennent dans le comté de Cook (Illinois), les premiers procès au monde qui prennent en compte la minorité des inculpés. Cette prise en compte stipule que des jeunes mineurs de 16 ans et moins ne peuvent être jugés, ni être incarcérés comme des adultes. Le tribunal du comté de Cook va devenir le modèle de la justice des mineurs aussi bien pour les États-Unis que pour les pays européens,,. 

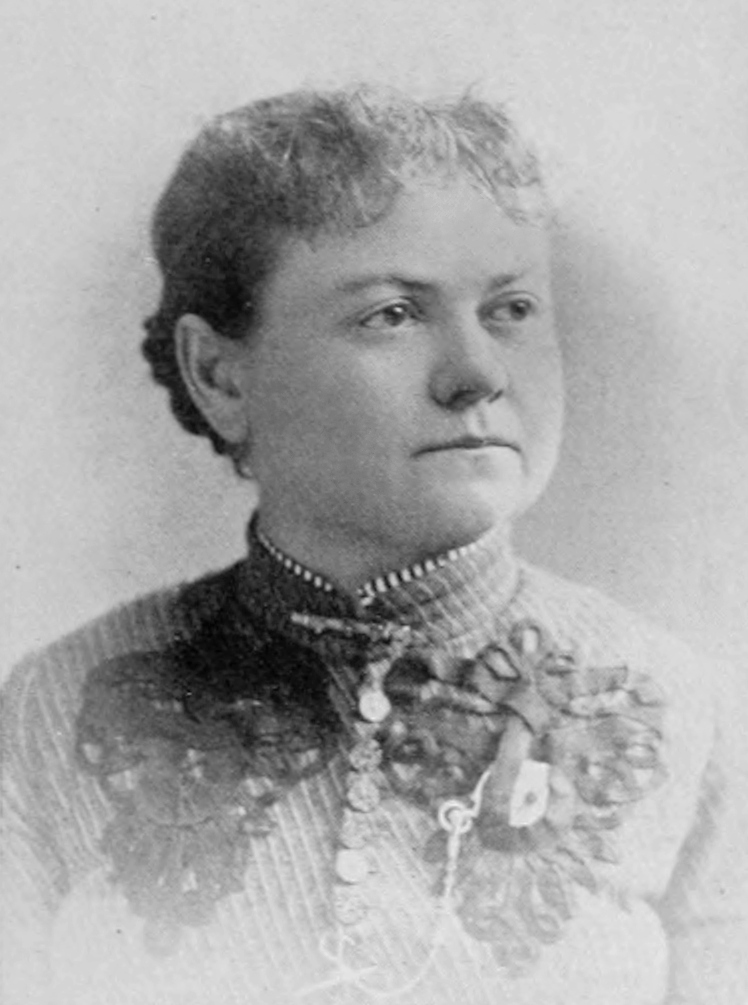
Alzina Stevens.

Ce nouveau tribunal pour mineur pose le problème de la construction de prisons pour mineurs et celui de  la rémunération de nouveaux professionnels, notamment celui des Probation and Parole officer (en) (agent de probation) qui doivent accompagner les jeunes délinquants dans leurs parcours de réhabilitation. Avec le soutien financier de la Hull House de Chicago, un département spécifique pour mineur est aménagé dans la prison du comté et Alzina Stevens de la Hull House devient le premier agent de probation pour mineur,,,.

#### L'Agence de la protection de l'enfance

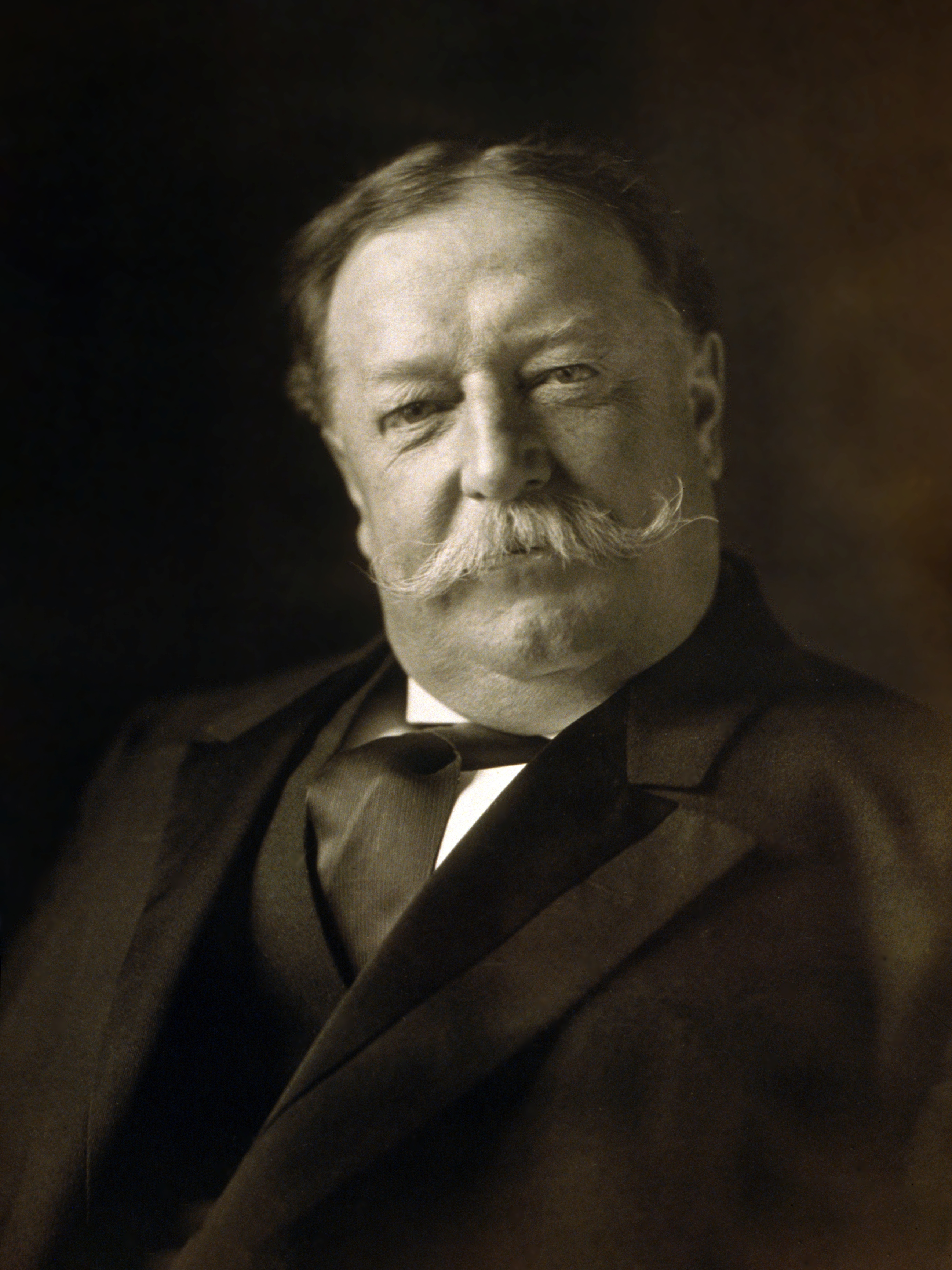
William Howard Taft.

Le travail de Julia Lathrop, notamment celui de la création des tribunaux pour mineurs, la rendent célèbre. En 1912, le président William Taft la nomme à la tête de l'United States Children's Bureau (en)(Agence fédérale de la protection de l'enfance) nouvellement créée par une loi du 9 avril 1912.  Cette création vient après les appels répétés de Lillian Wald et Florence Kelley depuis 1901 auprès du président Theodor Roosevelt pour la création d'une agence fédérale pour les enfants, création qui fut retardée du fait d'une opposition qui déclarait qu'une agence de cette sorte serait contraire à la Constitution . Loi qui définit les missions et pouvoir de cette agence, elle a pour mandat d'enquêter et de faire des préconisations sur tout ce qui concerne la santé et le bien être des enfants. L'agence a également le pouvoir d'examiner les causes de la mortalité infantile, de pratiquer des audits auprès des orphelinats, des tribunaux pour enfants, les conditions d'emploi des jeunes mineurs et d'examiner les différentes lois touchant les enfants d'une manière ou d'une autre. Julia Lathrop profitant de son poste veut mettre fin au travail des mineurs de 14 ans et moins, une première loi est votée en 1916, le Keating–Owen Act (en),  mais elle est rejetée en 1918, car jugée inconstitutionnelle par la Cour suprême,. Il faut attendre jusqu'en 1938, pour que soit promulguée le Fair Labor Standards Act, pour que soit interdit l'emploi de mineurs de 14 ans et moins. Julia Lathrop reste directrice de l'Agence fédérale de la protection de l'enfance jusqu'en 1921,,,,. 

#### LeSheppard–Towner Act

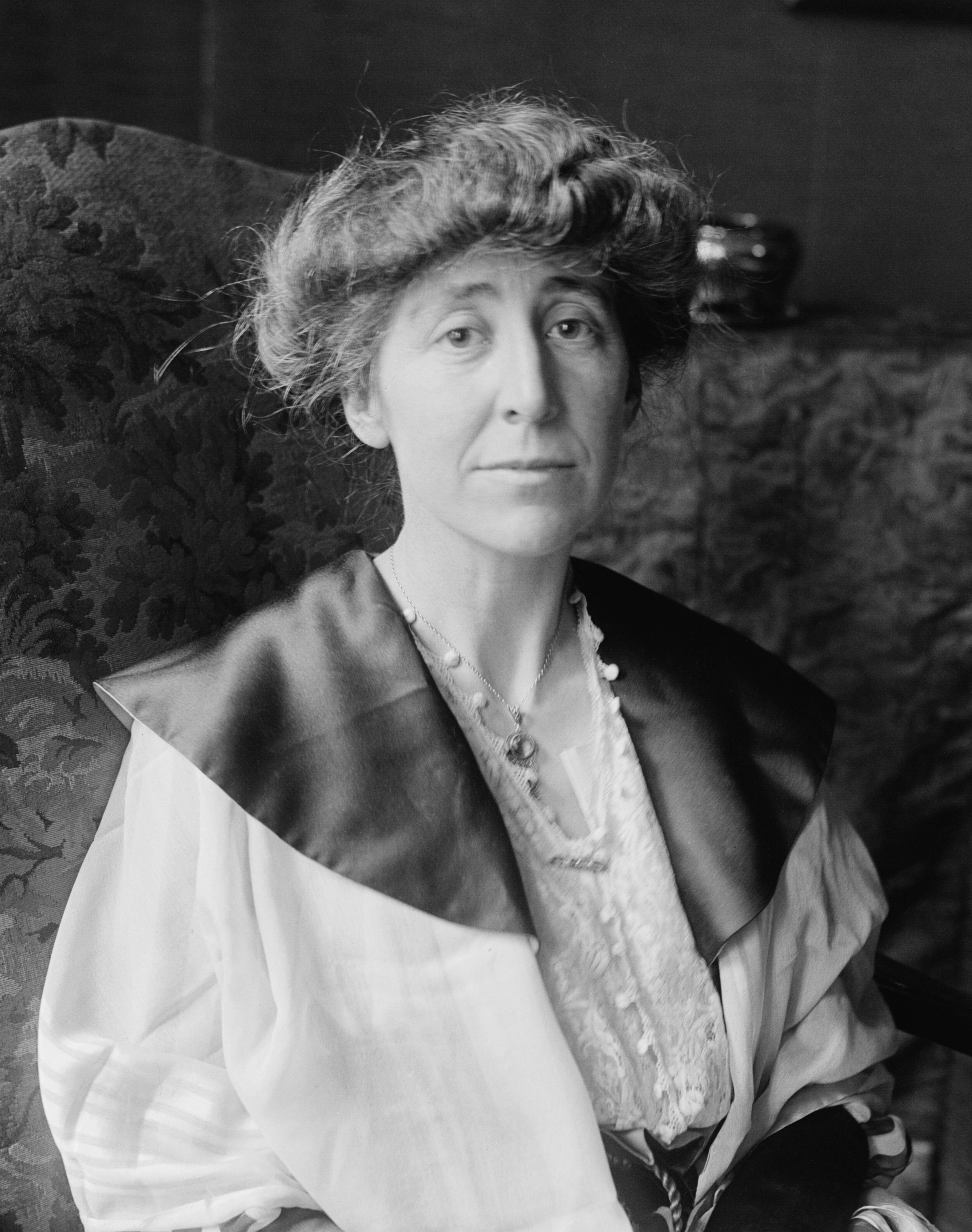
Jeannette Rankin.

Pendant qu'elle est directrice de Agence fédérale de la protection de l'enfance, Julia Lathrop mène une action de lobbying auprès de Jeannette Rankin, représentante au Congrès des États-Unis, pour que soit déposé un projet de loi qui finance les soins de néonatalité (soins aux mères enceintes et soins aux nourrissons), plus particulièrement dans les communes rurales. Jeannette Rankin dépose le projet de loi en juillet 1918, son mandat n'étant pas renouvelé, le projet de loi est repris par Morris Sheppard (en), sénateur du Texas, et  Horace Mann Towner (en), représentant de l'Iowa. Cette loi a pour but de lutter contre les taux de mortalité élevés chez les mères et les nouveau-né en établissant un programme de soins prénatals et néonatals dans les États ruraux. La loi est adoptée le 19 novembre 1921 sous le titre de Promotion of the Welfare and Hygiene of Maternity and Infancy Act, plus communément connue sous le titre de Sheppard–Towner Act (en). Elle est promulguée par le président Warren G. Harding le 23 novembre 1921, peu de temps après la démission de Julia Lathrop de l'Agence fédérale de la protection de l'enfance pour raisons de santé,,.  

#### Les derniers engagements
Après l'adoption du Dix-neuvième amendement de la Constitution des États-Unis qui donne le droit de vote aux femmes dans l’ensemble de l’Union, ratifié le 18 août 1920, Julia Lathrop est élue présidente  de la League of Women Voters de l'Illinois de 1922 à 1924,. 
En 1922, le secrétaire au Travail des États-Unis, la nomme présidente d'une commission d'enquête sur les conditions d'accueil des immigrants à Ellis Island.
Enfin de 1925 à 1931, Julia Lathrop est nommée à la Comité de la protection de l'enfance de la Société des Nations, afin d'évaluer les effets des décisions prises.

### Vie privée
Julia Lathrop finit ses jours à Rockford en compagnie de sa sœur.
Julia Lathrop est inhumée au Greenwood Cemetery (Rockford, Illinois) (en).

## Archives
Les archives de Julia Lathrop sont déposées à la bibliothèque du Vassar College.

## Publications
- (en-US) « Women in the Care of the Insane », The American Journal of Nursing, Vol. 2, No. 6,‎ mars 1902, p. 430-434 (5 pages) (lire en ligne),
- (en-US) « Letters to the Editor »  (co-rédigé avec Harriet Camp Lounsbery, Sara E. Parsons, Emma Mackenzie, E. L. Foelker, Mrs. M. H. Laurance and Mary Gaule), The American Journal of Nursing, Vol. 3, No. 2,‎ novembre 1902, p. 146-152 (7 pages) (lire en ligne),
- (en-US) « Pension the Mother », The Journal of Education, Vol. 72, No. 14,‎ 20 octobre 1910, p. 376 (1 page) (lire en ligne),
- (en-US) « The Children's Bureau », American Journal of Sociology, Vol. 18, No. 3,‎ novembre 1912, p. 318-330 (13 pages) (lire en ligne),
- (en-US) « Shall this Country Economize For or Against its Children », The Journal of Education, Vol. 86, No. 6,‎ 6 août 1917, p. 146-147 (2 pages) (lire en ligne),
- (en-US) « The Children's Bureau in War Time », The North American Review, Vol. 206, No. 744,‎ novembre 1917, p. 734-746 (13 pages) (lire en ligne),
- (en-US) « Provision for the Care of the Families and Dependents of Soldiers and Sailors », Proceedings of the Academy of Political Science in the City of New York, Vol. 7, No. 4,‎ février 1918, p. 140-151 (12 pages) (lire en ligne),
- (en-US) « Standards of Child Welfare », The Annals of the American Academy of Political and Social Science, Vol. 98,‎ novembre 1921, p. 1-8 (8 pages) (lire en ligne),
- (en-US) « Federal Safeguards of Child Welfare. Child Welfare Has Become a World Concern-What Is the Share of the United States? », The Annals of the American Academy of Political and Social Science, Vol. 121,‎ septembre 1925, p. 96-107 (12 pages) (lire en ligne),
- (en-US) « International Child Welfare Problems », Proceedings of the Academy of Political Science in the City of New York, Vol. 12, No. 1,‎ juillet 1926, p. 418-423 (6 pages) (lire en ligne),

## Pour approfondir

#### Articles dans des encyclopédies et des manuels de références
- (en-US) Paul Wilson Boyer, Notable American Women: A Biographical Dictionary, Volume II, Belknap Press, 1er janvier 1971, 659 p. (ISBN 9780674288355, lire en ligne), p. 370-372
- (en-US) Robert McHenry, Famous American Women: A Biographical Dictionary from Colonial Times to the Present, Dover Publications, 1er septembre 1983, 482 p. (ISBN 9780486245232, lire en ligne), p. 234-235 ,
- (en-US) Alden Whitman (dir.), American Reformers: A Biographical Dictionary, H.W. Wilson Company, septembre 1985, 935 p. (ISBN 9780824207052, lire en ligne), p. 511-513
- (en-US) Phyllis J. Read & Bernard L. Witlieb, The Book of Women's Firsts, Random House, 1992, 511 p. (OCLC 989909151, lire en ligne), p. 247-248,
- (en-US) Women in World History, Volume 9, Yorkin Publications / Gale, 1999, rééd. 1 septembre 2000, 847 p. (ISBN 9780787640682, lire en ligne), p. 180-182 ,
- (en-US) American National Biography, Volume 13: Kurtzman - Lovecraft, Oxford University Press, USA, 1er janvier 1999, 954 p. (ISBN 9780195127928, lire en ligne), p. 231-233
- (en-US) Monique Avakian, Reformers : Activists, Educators, Religious Leaders, Raintree Steck-Vaughn, 2000, 88 p. (ISBN 9780817257330, lire en ligne), p. 46,
- (en-US) Helen Rappaport, Encyclopedia Of Women Social Reformers, volume 1, ABC-CLIO, 6 décembre 2001, 413 p. (ISBN 9781576071014, lire en ligne), p. 388-389 ,
- (en-US) Donna Langston, A to Z of American Women Leaders and Activists, Facts on File, 30 juin 2002, 291 p. (ISBN 9780816044689, lire en ligne), p. 139 ,
- (en-US) Donald J. Shoemaker & Timothy W. Wolfe, Juvenile Justice: A Reference Handbook, ABC-CLIO, 7 novembre 2005, 229 p. (ISBN 9781280712326, lire en ligne), p. 114,
- (en-US) Sonia Benson, Development Of The Industrial U.S. : Biography, Thomson/Gale, 16 novembre 2005, 283 p. (ISBN 9781414401768, lire en ligne), p. 120-127,
- (en-US) Alice Smuts, Science in the Service of Children, 1893-1935, Yale University Press, 24 janvier 2006, 387 p. (ISBN 9780300108972, lire en ligne), p. 81-102 ,

#### Articles dans des revues académiques
Les articles de JSTOR, sont librement accessibles à la lecture en ligne jusqu'à la concurrence de 99 articles par mois.
- (en-US) Jane Addams, « A Great Public Servant, Julia C. Lathrop », Social Service Review, Vol. 6, No. 2,‎ juin 1932, p. 280-285 (6 pages) (lire en ligne),
- (en-US) « Julia Lathrop and the Public Social Services », Social Service Review, Vol. 6, No. 2,‎ juin 1932, p. 301-306 (6 pages) (lire en ligne),
- (en-US) Jane Addams, « Julia Lathrop and Outdoor Relief in Chicago, 1893-94 », Social Service Review, Vol. 9, No. 1,‎ mars 1935, p. 24-33 (10 pages) (lire en ligne),
- (en-US) Jane Addams, « Julia Lathrop's Services to the State of Illinois », Social Service Review, Vol. 9, No. 2,‎ juin 1935, p. 191-211 (21 pages) (lire en ligne),
- (en-US) Jacqueline K. Parker & Edward M. Carpenter, « Julia Lathrop and the Children's Bureau: The Emergence of an Institution », Social Service Review, Vol. 55, No. 1,‎ mars 1981, p. 60-77 (18 pages) (lire en ligne),
- (en-US) Emily K. Abel, « Benevolence and Social Control: Advice from the Children's Bureau in the Early Twentieth Century », Social Service Review, Vol. 68, No. 1,‎ mars 1994, p. 1-19 (19 pages) (lire en ligne),